# Colônia Murici
Colônia Murici é um distrito do município brasileiro de São José dos Pinhais, no estado do Paraná. Situa-se a 10 km do centro do município.

## História
Em abril de 1878, cerca de 560 imigrantes de origem polonesa e italiana, oriundos da Galícia, da Prússia Oriental (região da Cracóvia) e da região de Trento, chegaram na antiga Villa de São José dos Pinhais para ocupar uma área de 2.891 hectares, as margens do rio Miringuava, prometida e financiada pela Província do Paraná e seu presidente Lamenha Lins. Lamenha Lins queria instalar um “cinturão verde” ao redor de Curitiba a fim de abastecer
essa região com produtos de subsistência. Manuel Antônio Guimarães, o presidente que substituiu Lamenha Lins, deu seguimento ao projeto e instalou os imigrantes em quatro colônias agrícolas: colônia Santa Maria do Novo Tyrol, colônia Zacarias, colônia Murici e a colônia Inspetor Carvalho.
Os imigrantes poloneses, num total de 20 famílias, receberam 876 hectares, numa região entre o rio Miringuava e o rio Pequeno, para concretizar o projeto do governo provincial. Estas famílias derrubaram a mata fechada e utilizaram as araucárias cortadas para construírem suas casas e em 21 de setembro de 1878, oficializaram a fundação da Colônia Murici, batizada em homenagem ao médico José Cândido da Silva Muricy.
Em 1967 a colônia foi elevada a categoria de distrito do município. 

## Pontos históricos e turísticos
A colônia é um importante vetor econômico e turístico do município, contanto com a rota turística "Caminhos da Colônia Murici, que inicia-se no portal inaugurado em 2015, passando por casarões e igrejas históricas, como a Casa da Cultura Polonesa  e a Igreja Sagrado Coração de Jesus, além de lojas de artesanatos e cafés coloniais. O município organiza anualmente, em parceria com o Grupo Folclórico Polonês Wawel, a "Noite Polonesa", evento de danças e comidas típicas.